# Горєвка (присілок)
Горєвка (рос. Горевка) — присілок у Іскітимському районі Новосибірської області Російської Федерації.
Входить до складу муніципального утворення Преображенська сільрада. Населення становить 284 особи (2010).

## Історія
Згідно із законом від 2 червня 2004 року органом місцевого самоврядування є Преображенська сільрада.

## Населення
| 2002 | 2007 | 2010 |
| ---- | ---- | ---- |
| 350  | ↗365 | ↘284 |